# Ginnat Hasharon
Ginnat Hasharon (hebreiska: גינת השרון) är en park i Israel.   Den ligger i distriktet Tel Aviv-distriktet, i den norra delen av landet. Ginnat Hasharon ligger 28 meter över havet.
Terrängen runt Ginnat Hasharon är platt. Havet är nära Ginnat Hasharon åt nordväst. Runt Ginnat Hasharon är det mycket tätbefolkat, med 4 670 invånare per kvadratkilometer. Närmaste större samhälle är Tel Aviv, 2,2 km norr om Ginnat Hasharon. Runt Ginnat Hasharon är det i huvudsak tätbebyggt.